# Vanilka
Vanilka je aromatické koření původem z Mexika používané zejména při přípravě některých sladkých jídel, pochutin a nápojů. Jedná se o fermentovanou tobolku (nesprávně lusk) některých druhů orchidejí rodu vanilovník (Vanilla).

## Historie

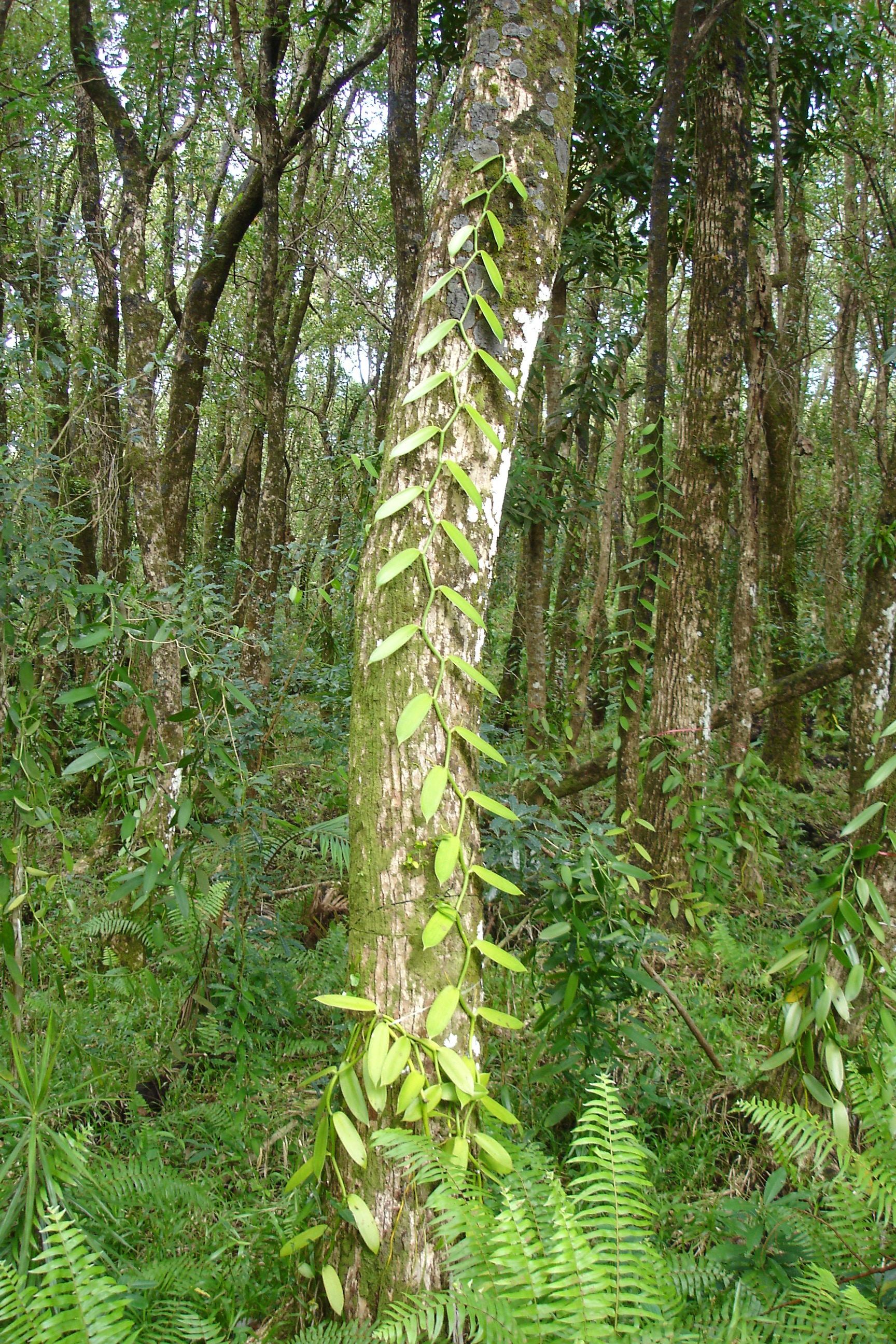
Vanilková plantáž na ostrově Réunion

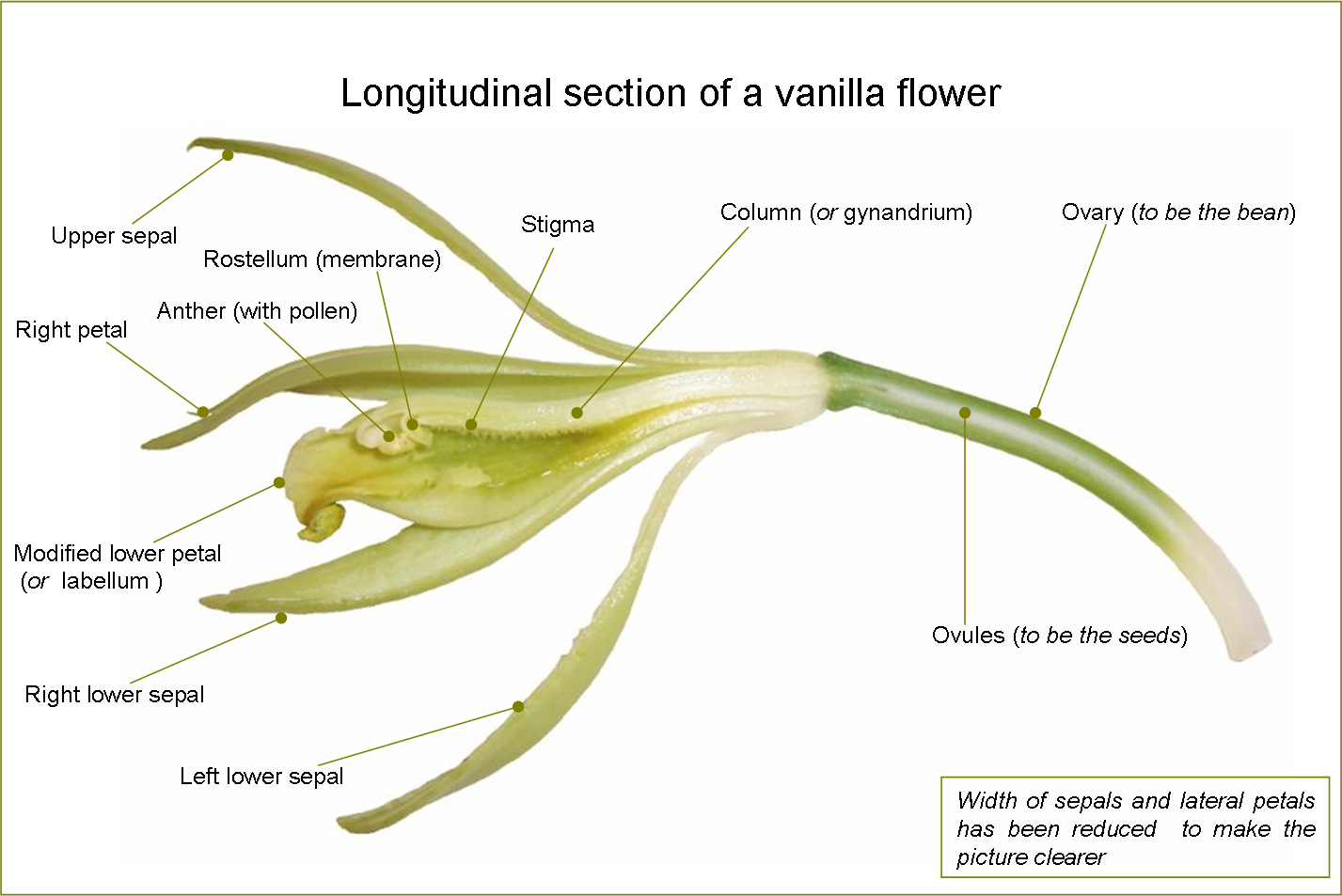
Květ vanilovníku plocholistého

Toto koření znali již původní obyvatelé jihovýchodního Mexika, Toltékové a Aztékové, kteří ji nazývali tlilxochitl (černý lusk). Používali ji nejen jako přísadu při přípravě do nápojů z kakaových bobů a placek, ale i jako léčivý prostředek a tonikum, především k povzbuzení srdeční činnosti a k celkovému vzpružení organismu.
Do Evropy bylo toto koření poprvé dovezeno v první polovině 16. století, pravděpodobně v roce 1520 nebo 1521 a stalo se velmi žádaným. Vzhledem k tomu, že původní druh vanilovník plocholistý (Vanilla planifolia) byl endemický v jihovýchodním Mexiku a byl vázán na opylování včelami rodu Melipona, žijícími pouze v této oblasti, a některými druhy kolibříků a protože se nepodařilo zajistit opylování jinými způsoby či introdukovat jeho přirozené opylovače do jiných tropických kolonií, bylo až do poloviny 19. století výhradním producentem Mexiko a až do jeho osamostatnění měli tedy Španělé na vanilku celosvětový monopol.

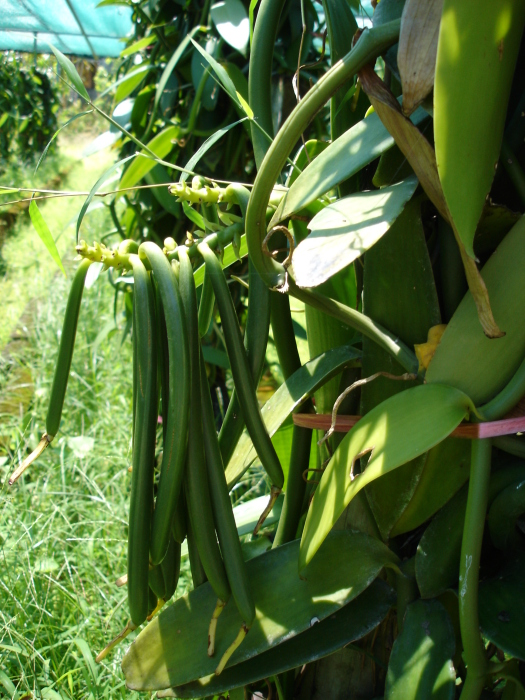
Nezralé plody vanilovníku

Teprve objev metody umělého opylování v roce 1841, umožňujícího tvorbu plodů vanilovníku (podrobnosti viz popis rostliny), dovolilo rozšířit jeho zemědělské pěstování i do jiných kolonií, především do francouzských (ostrovy Madagaskar, Réunion a Komory v Indickém oceánu a Francouzská Polynésie, především ostrov Tahiti v Tichém oceánu a Guadeloupe v Malých Antilách), též britských (na Ceylon, nyní Srí Lanku, na Bahamy, do Zanzibaru a na Seychely) a do nizozemských (do nynější Indonésie, především na ostrov Jávu) i do západní části rovníkové Afriky.

## Obsahové látky
Nejdůležitější obsahovou látkou vanilky je aromatický fenolický aldehyd vanilin, který je odpovědný za příjemnou vůni a sladkou chuť tohoto koření. Vzhledem k vysoké ceně přírodního koření je vyráběn jako náhrada také synteticky, je však proti přírodnímu aromatu, které obsahuje mnoho desítek dalších organických látek, méně lahodný a má ostřejší chuť. V Československu byl proto v polovině 20. století vyvinut a patentován jako vhodnější náhražka jeho derivát etylvanilin.

## Druhy poskytující koření
Jako koření se používají nezralé fermentované tobolky, nazývané v obchodní terminologii obvykle „lusky“ nebo „vanilkové tyčinky“, následujících druhů orchidejí z rodu Vanilla (vanilovník):
- V. planifolia – vanilovník plocholistý, čili vanilka pravá
- V. pompona – vanilovník velkokvětý
- V. tahitiensis – vanilovník tahitský

## Příprava koření

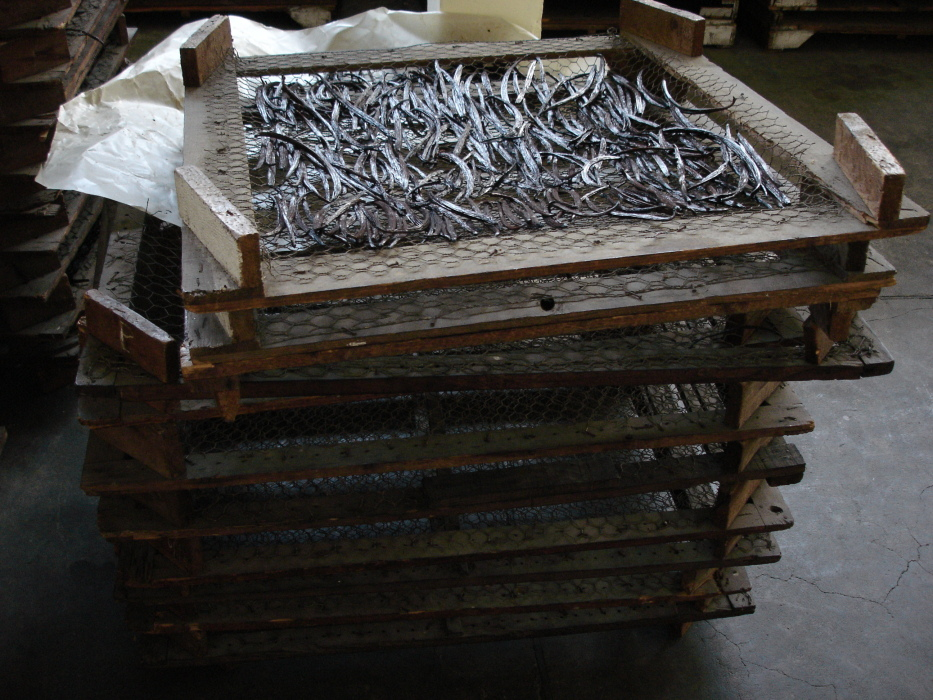
Sušení vanilkových tobolek

I když se jako koření dají použít tobolky divokých vanilovníků, jsou plody pěstovaných kultivarů mnohem kvalitnější a aromatičtější. Rostliny se pěstují na plantážích, kde buď ovíjejí jiné stromy, nebo umělé podpěry (tyče). Často bývají tyto vanilkové plantáže kombinovány s pěstováním cukrové třtiny. Rostliny se na plantážích rozmnožují řízkováním, neboť pro klíčení semen potřebují – jako většina orchidejí – specifickou symbiotickou houbu.
Rostliny začínají plodit v třetím roce, dožívají se 12 i více let, ale optimální pro sklizeň jsou rostliny pěti- až osmileté. V době maximální plodnosti produkuje jedna rostlina až půl stovky plodů ročně.
Tyto liánovité rostliny, které v přírodě dorůstají délky až desítek metrů, jsou zakrucovány na plantážích tak, aby nepřesáhly výšku 1,5 až 2 metrů, takže všechny jejich části jsou dostupné dělníkům. Ti musejí rostliny pravidelně kontrolovat, neboť kvetou necelých 24 hodin. V této době je nutno provést jejich umělé opylení přerušením přepážky mezi tyčinkou s pylem a bliznou a stisknutím květu, aby došlo k jeho samoopylení. Zkušený pracovník obslouží 1000 až 1500 květů za den.
Po přirozeném nebo umělém opylení květu dozrává semeník v plod (tobolku) přibližně za tři čtvrtě roku. Tobolky se však trhají dříve, po jejich zežloutnutí, přibližně 6 až 7 měsíců po odkvětu, neboť u plně dozrálých tobolek dochází k jejich pukání, aromatický tmavohnědý obsah se semeny vytéká ven a plod ztrácí většinu aroma. Proto se plody vanilovníku sklízejí ještě nedozrálé. Po sklizni se zpracovávají jedním ze dvou rozdílných způsobů, charakteristických pro jednotlivé pěstitelské oblasti.
Mokrý způsob, používaný především v bývalých francouzských koloniích a v Indonésii, spočívá v půlminutovém spaření tobolek ve vařící vodě, rychlém osušení a uložení na slunce. V době poledního žáru jsou tobolky zakryty plachtou, zapaří se a zbylý chlorofyl se v nich rozloží. Pak se v polostínu v dřevěných bednách dosušují a nechávají po dobu až 8 měsíců dozrát. Je nutné proces sušení pečlivě sledovat, neboť přeschlé tobolky ztrácejí část aromatických látek a jsou méně kvalitní. Také je nutno kontrolovat, zda tobolky nejsou napadeny plísní. V průběhu fermentace a sušení ztrácejí tobolky až 75 % svojí původní hmotnosti.
Suchý způsob, používaný především v Mexiku, začíná zavadnutím tobolek v polostínu. Pak se tobolky střídavě suší na slunci a potí ve stínu. Tento proces trvá necelý týden podle okolní teploty. I zde je nutno kontrolovat proces sušení v průběhu následujícího několikaměsíčního dozrávání.
Celý proces pěstování a zpracování vanilky je velmi náročný na lidskou práci, proto je přírodní vanilka drahá. Její cena však silně kolísá, v závislosti zejména na úrodě, která bývá ovlivňována přírodními pohromami, především tropickými bouřemi (tajfuny a hurikány). V roce 2015 se pohybuje kolem 120 USD za kilogram, ale v např. v roce 2004 vzhledem k předchozí tříleté neúrodě, tajfunům a politické nestabilitě dosáhla až 500 USD/kg.
Největším producentem vanilky je v současné době Madagaskar, který se na světovém obchodu s ní podílí přibližně 50 %. Země, odkud vanilka pochází, Mexiko, se podílí na světové produkci jen asi 10 %.
Jednotlivé druhy vanilky se označují podle místa původu, jako Totonac čili mexická, bourbonská (z ostrova Réunion, podle jeho starého názvu Bourbonský ostrov, tj. l'Ile Bourbon) či tahitská (z Francouzské Polynésie) nebo madagaskarská. Nejkvalitnější druhy jsou charakteristické jemným popraškem drobných bílých krystalků vanilinu na jejich povrchu.
Sušená vanilka se distribuuje v kovových nebo skleněných hermeticky uzavřených nádobách, aby neztrácela aroma.

## Použití
V současné době se vanilka používá v potravinářském průmyslu a v kuchyni jako přísada do sladkých jídel, především moučníků, pochutin jako je zmrzlina, čokoláda a výrobky z ní, pudinky apod. Je také součástí řady nealkoholických i alkoholických nápojů.
Hlavním průmyslovým odběratelem vanilky jsou firmy Pepsi-Cola Corp. a Coca-Cola Corp., které ji používají k ochucování svých hlavních produktů, Pepsi-Coly a Coca-Coly. Její roční spotřeba těmito firmami se pohybuje kolem 40 tun. Přechod na použití syntetického vanilinu v roce 1985 při zavedení tzv. „nové koly“ („New Coke“) firmou Coca-Cola způsobil dokonce takový pád cen vanilky, že téměř došlo k hospodářskému krachu Malgašské republiky na Madagaskaru. Po nepříznivém přijetí tohoto nápoje spotřebiteli se firma vrátila ke klasické receptuře, což opět oživilo obchod s vanilkou, a v roce 2002 dokonce zavedla nový druh „Vanilla Coke“, s vyšším podílem vanilkové esence.
Další uplatnění nachází extrakt z vanilky při přípravě voňavek a parfémů.
V minulosti se vanilka používala i v oficiálním lékařství a to jak v předkolumbovských dobách ve Střední Americe, tak později v Evropě jako prostředek proti horečce a jako afrodiziakum. Dnes ji již s výjimkou některých přírodních léčitelů medicína nepoužívá.

## Původ jména
Název „vanilka“ pochází ze španělského názvu vainilla, což je zdrobnělina z vaina, tj. pochva, pouzdro či lusk (původně z latinského vagina), odvolávajícího se na druh plodu, sloužícího jako koření. Do češtiny se toto pojmenování dostalo jako řada dalších kulinářských termínů přes francouzštinu a němčinu.